# Pseudipocragyes multimaculata
Pseudipocragyes multimaculata är en skalbaggsart som beskrevs av Stefan von Breuning 1964. Pseudipocragyes multimaculata ingår i släktet Pseudipocragyes och familjen långhorningar.
Artens utbredningsområde är Laos. Inga underarter finns listade i Catalogue of Life.